# Phyllomya washingtoniana
Phyllomya washingtoniana là một loài ruồi trong họ Tachinidae.